# マルクス・アンナエウス・セネカ
ルキウス- あるいはマルクス・アンナエウス・セネカ（羅: Lucius-、Marcus Annaeus Seneca, 紀元前54年頃 - 後39年頃）は古代ローマの修辞学者、著述家。小セネカの父として大セネカとも呼ばれる。彼のプラエノーメンは不明であり、「ルキウス」とされる場合も、「マルクス」とされる場合もある。ルネサンス期まで彼は息子の小セネカと混同されていたが、セネカは二人いたということをラファエロ・マフェイ (en:Raffaello Maffei)が16世紀初頭に発見した。大セネカの孫がマルクスと呼ばれており、祖父に因んで男子を名付けるのがローマの慣習であったことから、大セネカもまたマルクスという名であったに違いないとマフェイは推測した。しかし今日ではこの命名法は厳密なものではなかったとされており、文献に基づいてルキウスを彼のプラエノーメンとする説が広く受け入れられるようになった。ルキウスならば小セネカと同姓同名であり、かつて父子が混同されていたことに対する説明ともなりうる。

## 経歴
彼はヒスパニアのコルドバにある富裕なエクィテス（騎士階級）の家に生まれた。彼より先の祖先がイタリアからの移民なのか、スペイン土着なのかは分かっていない。彼は2度にわたる長期のローマ滞在中、著名な演説家と修辞学者の教えを受け、法廷弁論家として公に認められる経歴を目指した。のち弁論術の高度な使い手として、弁論術の教授や法廷弁論で財を築いた。
カエサルとポンペイウスのローマ内戦の間、コルドバの人々がそうであったように、彼が支持したのはポンペイウス側であったかもしれない。またそれは彼の息子と孫（詩人のルカヌス）も同様だった。妻であるコルドバ出身のヘルビアとの間には、以下の3人の息子をもうけた。
- ルキウス・アンナエウス・ノバトゥス。大セネカの友人で修辞学者のルキウス・ユリウス・ガリオの養子になり、後にルキウス・ユリウス・アンナエウス・ガリオ (en) と呼ばれた。彼は新約聖書『使徒行伝』18:12-17に「アカヤ総督ガリオ」として登場する[2]。
- ルキウス・アンナエウス・セネカ（小セネカ）
- アンナエウス・メラ（その息子は詩人のマルクス・アンナエウス・ルカヌス）

小セネカがクラウディウスから追放されたのは大セネカの没後であり、大セネカの著作で最後に言及されたのはティベリウスの死の直後の時期に関するものなので、おそらく彼は39年頃に没した。
大セネカが理想としたのはキケロだった。大セネカはギリシャ哲学を嫌悪し、また当時の雄弁術の派手派手しい傾向には失望していた。大セネカの気質は剛直かつ現実主義の典型的ローマ人であり、哲学的原理よりは実学をもって社会での地歩と財産を築くことをよしとした。大セネカの研究は、イタリア本土よりはむしろスペイン精神史への影響という関心から為される傾向が強い。

## 著作
早い時期に彼は息子たちの求めに応じ、その卓越した記憶力を頼りにしたと言われているが、様々な学派の言説を集め、古代ギリシアやローマの雄弁家たちがそれらをどのように扱ったかを記した。そしてそれらを10巻の Controversiae（『論争問題』、仮想法廷弁論集）にまとめた。そこでは74個の主題が論じられ、その各々について修辞学者たちが異なった視点から意見を述べ、その主題に関する意見の対立が1つの問いかけ (divisio) に集約される。最後に、黒を白と言いくるめ、不法への追求を情状酌量へと持ってゆくための方策 (colores) が説かれる。
各巻には序文がついており、そこでは各登場人物の人柄が生き生きと描写されている。この著作は一部が散逸しているが、その欠落分は4-5世紀に教材用として作られた要約 (en:epitome) の助けを借りてある程度補うことができる。この古代ローマの文献は Gesta Romanorum (en) という逸話・短編小説集で利用されている。I、II、VII、IX、X 巻については、現在でも原文と要約の両方を目にすることができる。残りの巻については要約しか手がかりはない。また要約の助けがあるにもかかわらず、序文は7つしか分かっていない。
Suasoriae（『説得的演説』、説得や討議における雄弁術の実践）は Controversiae の補足として著された。また、3人の息子のための弁論術の手引書でもあった。そこでは様々な事柄について「為すべきか、為さざるべきか」が論じられる。この著書全体は、当時の雄弁術の歴史を知る上で最も重要な史料となっている。
大セネカは、既に散逸したものの、ローマ史を扱った歴史書も著した。これはカエサルとポンペイウスのローマ内戦の始まりから彼自身の死の直前までが書かれ、死後息子によって出版された。この著作については小セネカが著した De vita patris から幾ばくかを知ることができる。（この小セネカの書も散逸していたが、ニーブールが冒頭部を発見した。）中世のあいだ一般に小セネカのものとされていた修辞学の書物の著者が実は大セネカであることを、ラファエロ・マフェイとリプシウスは明らかにした。

## 編注書
- Faber (Paris, 1587)
- JF Gronovius (en) (Leiden, 1649, Amsterdam, 1672)
- Conrad Bursian (en) (Leipzig, 1857) - 評論
- Adolf Kiessling (en) (Leipzig, 1872)
- Hermann Johannes Müller (Prague, 1887) - 無用な推測が多い

## 関連文献
- Article by O. Rossbach in Pauly-Wissowa's Realencyklopädie, i. pt. 2 (1894)
- Teuffel-Schwabe, Hist. of Roman Literature (Eng. trans., 1900), 269
- Martin Schanz, Geschichte der römischen Litteratur, ii. 1 (1899)
- The chapter on The Declaimers, in George Augustus Simcox (en), History of Latin Literature, i. (1883)

大セネカの手法について:
- Max Sander, Der Sprachgebrauch des Rhetor Annaeus Seneca (Waren, 1877-1880)
- August Ahlheim, De Senecae rhetoris usu dicendi (Giessen, 1886)
- Eduard Norden, Die antike Kunstprosa (1898), p. 300
- E. Rolland, De l'influence de Sénéque le père et des rhéteurs sur Sénéque le philosophe (1906) - 息子の哲学者、小セネカへの影響について
- Ludwig Friedländer (en), Darstellungen aus der Sittengeschichte Roms (Eng. trans., iii. p. 16 and appendix in iv.). - Gesta Romanorum (en) での大セネカの扱いについて。